# Ґарт Нікс
Ґарт Нікс (англ. Garth Nix, нар. 19 липня 1963) — австралійський письменник-фантаст, що пише для підлітків. Лауреат австралійської фантастичної премії Aurealis.

## Біографія
Ґарт Нікс народився 19 липня 1963 року в Мельбурні, Австралія. Він виріс в Канберрі, державної столиці Австралії. Попрацювавши трохи на австралійський уряд, Ґарт Нікс вирушив в тривалу поїздку Європою, а повернувшись додому в 1983 році, став вивчати літературну майстерність в університеті Канберри. У цей же період він чотири роки прослужив солдатом на півставки («недільним воїном») в резерві австралійської армії.
У 1986 році Ґарт здобув ступінь бакалавра. По закінченню навчання, він деякий час працював у книжковому магазині, а потім переїхав в Сідней, де зайнявся видавничою діяльністю, і зробив кар'єру від менеджера з продажу до публіциста, а потім, і до старшого редактора у великому міжнародному видавництві. У1993 році Гарт Нікс, залишив роботу і вирушив подорожувати Східною Європою, Близьким Сходом і Азією. У 1994 році Гарт Нікс повернувся в Сідней і став піар-консультантом. У 1996 році він з двома партнерами заснував власну компанію, «Gotley Nix Evans Pty Ltd».
В січні 1998 року Гарт Нікс відійшов від справ «Gotley Nix Evans» і певний час займався тільки творчістю. У травні 1999 року він влаштувався агентом-сумісником в найбільшій в Австралії літературній агенції «Curtis Brown», але з 2002 знову став вільним письменником. Нині Гарт живе в Сіднеї з дружиною Ганною і двома синами, Томасом і Едвардом.
Крім романів Гарт Нікс писав театралізовані ресторанні шоу (у співавторстві з друзями), оповідання і чотири книжки в серії «Дуже Розумна Дитина». Йому також належить новелізація епізоду «The Calusari» з «Секретних матеріалів», опублікована в «HarperTrophy» в червні 1997 року.

## Книги

### Серіали
- The Keys to the Kingdom 1.Mister Monday (2003);

1. Grim Tuesday (2004);
2. Drowned Wednesday (2005);
3. Sir Thursday (2006);
4. Lady Friday (2007);
5. Superior Saturday (2008);
6. Lord Sunday (2010).

- The Old Kingdom Universe 1.Sabriel (1995);

1. Lirael (2001);
2. Abhorsen (2003);
3. The Creature in the Case (2005);
4. Across the Wall: A Tale of the Abhorsen and Other Stories (2005).

- The Seventh Tower 1.The Fall (2000);

1. Castle (2000);
2. Aenir (2001);
3. Above the Veil (2001);
4. Into Battle (2001);
5. The Violet Keystone (2001).

- Very Clever Baby 1.Very Clever Baby's First Reader (1988);

1. Very Clever Baby's Ben Hur (1988);
2. Very Clever Baby's Guide to the Greenhouse Effect (1992);
3. Very Clever Baby's First Christmas (1998).

### Окремі романи
- The Ragwitch (1990);
- Shade's Children (1997);
- Serena and the Sea Serpent (2006)

### Збірки
One Beastly Beast (2007)